# Emilian Dolha
Emilian Ioan Dolha (né le 3 novembre 1979 à Turda) est un footballeur roumain évoluant au poste de gardien de but et qui joue actuellement pour le Universitatea Cluj.